# (10088) Digne
(10088) Digne ist ein Asteroid des Hauptgürtels, der am 22. September 1990 vom belgischen Astronomen Eric Walter Elst am La-Silla-Observatorium (IAU-Code 809) der Europäischen Südsternwarte in Chile entdeckt wurde.
Der Asteroid wurde am 28. Juli 1999 nach der südfranzösischen Kurstadt Digne-les-Bains benannt, der Hauptstadt (Präfektur) des Départements Alpes-de-Haute-Provence.